# وس براون (بازیگر)
وس براون (انگلیسی: Wes Brown؛ زادهٔ ۲۶ ژانویهٔ ۱۹۸۲) هنرپیشه اهل ایالات متحده آمریکا است.